# 產前診斷
產前診斷是針對懷孕期間，出生之前的胎兒所作的檢查。目的是偵測生育缺陷，例如神經管缺陷、染色體異常、遺傳疾病等等症狀。
产前诊断包括筛查和诊断性检测。筛查是针对胎儿有发生某种遗传病高风险进行的，而诊断性检测必须建立在先症者确诊基础上，通常需先进行遗传咨询。

## 诊断方法
产前诊断方法包括侵入性方法和非侵入性方法。目前产前诊断仍以侵入性方法为主，并以羊膜腔穿刺最为常用。

### 非侵入性方法
非侵入性方法包括以下几种：
- 医学超声检查
用於檢查胎兒性別，是否雙胞胎，異常發育等等。
- X线或核磁共振成像检查
- 母体血清检测
  - 甲胎蛋白（AFP）
  - β促绒毛膜性腺激素（β-hCG）
  - 游离雌三醇（uE3）
- 母体外周血胎儿细胞检测
- 非侵入性胎兒染色體基因檢測
- 其他
從體外檢查產婦子宮（即摸肚皮）

### 侵入性方法
- 絨毛膜取樣術
採取羊膜囊之外的絨毛膜，進而能分析胎兒的染色體。這個檢查可以比羊膜穿刺術更早進行，最早可在懷孕10到12週進行，但對未來的孩子風險是輕微較高。
- 羊膜穿刺術
等到羊膜囊中的羊水累積到足夠採樣就可以作。可以在從大約14周懷孕至大約20周進行，一般在懷孕15週後進行。目的是為取得羊水中的胎兒細胞。
- 胎兒鏡和胚胎活组织检查
將一根探針伸入子宮內，用攝影機觀察胎兒，或是從胎兒身上採取血液或組織。
- 脐血取样

## 產前診斷的原因
父母如果在嬰孩誕生前知道胎兒是否正常，可以對嬰孩所有健康需要好作計劃和準備。並且父母也許為誕生做準備，在誕生之前接受有需个别辅导，有心理準備，減少當嬰孩出生後震驚和其它反應。此外診斷結果可以給予胎兒的父母人工流產的選擇。有人估計50-70%準父母在接生嬰孩之前會想知道他們的孩子性別，也許通過產前診斷知道。
在誕生前有這資訊，醫療保健職員也能更好為誕生，和產後一切醫療需要，好作準備。產前診斷類型取決於父母的情況。在一個年齡較高的母親（高於35），或其父或母有某些基因遺傳症的情況下，醫生會選擇侵入性檢查。
如果一個非侵入性檢查法顯示胎兒可有不正常，醫生也許使用一個侵入性更高的技術，因它準確度通常會較高。這些技術可能查出比較普遍的染色體反常症（例如唐氏综合征）。如果母親的年齡比較大，或也許家庭裡有某些基因遺傳症問題。醫生可能建議或提供基因辅导，幫助父母決定針對他們情況的測試。

### 婦女產前測試風險因素
- 年齡高於35的孕婦
- 先前有早產兒或以先天缺陷（特別是心臟或基因問題）嬰孩的婦女
- 有高血壓、紅斑性狼瘡、糖尿病、哮喘，或癲癇婦女
- 如其父親因種族背景基因有問題或有傾向
- 懷上雙胞胎（或以上）的婦女

## 產前測試的道德問題
做完產前測試後主要選擇是決定繼續懷孕或是墮胎。
- 產前診斷（例如風險較高的絨毛膜取樣術）的利益與風險是否仔細地衡量過?
- 有人擔心父母有可能選擇嬰孩的性別、特徵、個性等，因而創造他們自己的孩子。
- 如知道關於某些先天缺陷，譬如脊柱裂，可選擇在懷孕期間給胎兒動手術的，或可保證在誕生之後一些適當的治療，或提供手術。
- 頭腦或肉體方面不同的孩子在社會是否較不可貴嗎?
- 怎麼保證支持地（而非強迫性）提供關於測試的選擇的資訊?
- 如果父母必須考慮墮胎或繼續懷孕，手中應有所有必要的資訊[3]。

## 脚注
1. ↑  产前诊断（英語：prenatal diagnosis）的别称有：产前筛查（英語：prenatal screening）、宫内诊断（英語：intrauterine diagnosis）、出生前诊断（英語：antenatal diagnosis）、產前檢查（英語：prenatal checkup）。